# Großer Preis von Monaco 1937
Der IX. Große Preis von Monaco (IX Grand Prix de Monaco) fand am 8. August 1937 auf dem Circuit de Monaco in Monaco statt. Als Grande Épreuve zählte das Rennen zur Grand-Prix-Europameisterschaft 1937, wurde aber abweichend zu den Bestimmungen der Internationalen Grand-Prix-Formel (Rennwagen bis maximal 750 kg Leergewicht; 85 cm Mindestbreite; Renndistanz mindestens 500 km) aufgrund einer Ausnahmegenehmigung lediglich über die traditionelle Distanz von 100 Runden à 3,180 km ausgetragen, was einer Gesamtstrecke von 318,0 km entsprach.
Sieger wurde Manfred von Brauchitsch auf einem Mercedes-Benz W 125, der damit den ersten Erfolg seiner Karriere in einem offiziellen Internationalen Grand Prix errang.

## Das Rennen
In Abwesenheit von Hermann Lang, der wegen eines Infekts nicht am Rennen teilnehmen konnte, sicherten sich beiden erfahrenen Teamkollegen Rudolf Caracciola und Manfred von Brauchitsch mit ihren Mercedes-Benz W 125 die beiden besten Startplätze. Ebenfalls nicht mit dabei war Nachwuchsfahrer Richard Seaman, der sich bei seinem Unfall mit Ernst von Delius beim Großen Preis von Deutschland, der für den Auto-Union-Fahrer am Ende tödlich ausgegangen war, Daumen und Nase gebrochen hatte. Daher kam neben Mercedes-Junior Christian Kautz in Monaco auch einmal der Reservefahrer des Teams, der erfahrene Goffredo Zehender zum Einsatz.
Die dritte und letzte Position in der ersten Startreihe ging an Bernd Rosemeyer, den Starpiloten der Auto Union, auf den sich mittlerweile alle Hoffnungen des Teams konzentrierten. Mit zwei weiteren Rennwagen „Typ C“ gingen daneben auch noch der erfahrene Hans Stuck sowie Juniorfahrer Rudolf Hasse ins Rennen, der kurz zuvor beim Großen Preis von Belgien den ersten Rennsieg seiner Karriere errungen hatte.
Auch bei der Scuderia Ferrari, die jetzt offiziell Teil des Alfa-Romeo-Konzerns geworden war, gab es in der Fahrerbesetzung eine große Lücke. Enttäuscht vom bisherigen Abschneiden des Teams, das bislang in der Saison praktisch keine Rolle gespielt hatte, hatte Mannschaftsführer Tazio Nuvolari entschieden, das Rennen von Monaco auszulassen und sich stattdessen einem Testprogramm mit dem neuen Alfa Romeo 12C-37 zu widmen, dessen Grand-Prix-Debüt seit Jahresbeginn längst überfällig war. So befanden sich Giuseppe Farina und Antonio Brivio mit ihren unterlegenen Alfa Romeo 12C-36 und dazu Reservefahrer Carlo Pintacuda im noch älteren, aber dafür etwas leichteren Alfa Romeo 8C-35 von Anfang an auf recht aussichtslosem Posten, ebenso, wie die Riege der Privatfahrer, in der Raymond Sommer – ebenfalls auf einem Alfa Romeo 8C-35 – noch die besten Karten hatte.
Am Start gab es auf den vorderen Positionen keine Verschiebungen, so dass Caracciola und von Brauchitsch (beide Mercedes) vor Rosemeyer und Stuck (beide Auto Union) und Kautz (Mercedes) durch die erste Runde gingen, während dahinter Hasse seinen Auto Union bereits in die Mauer des Casinotunnels gesetzt hatte. Zunächst konnten sich die beiden Mercedes-Piloten an der Spitze dann etwas absetzen, doch bis zur 19. Runde hatte sich Rosemeyer wieder ans Heck des Autos von von Brauchitsch herangekämpft, als an seinem Auto die Lenkung versagte und er deswegen in die Streckenbegrenzung geriet.
Von Brauchitsch lieferte nun seinerseits Caracciola einen Kampf um die Spitze, während dahinter zunächst Kautz, und nach dessen Boxenstopp dann Zehender mit bereits schon größerem Rückstand den dritten Platz einnahmen. Kurz vor Halbzeit des Rennens musste Caracciola mit einem Motorproblem einen längeren Boxenhalt einlegen, aber sein Vorsprung auf Zehender war bereits groß genug, um wenigstens den zweiten Platz zu halten. Nachdem in der Zwischenzeit auch Kautz wieder am großartig kämpfenden Farina auf Alfa Romeo vorbeigekommen war, hatte die Mercedes-Mannschaft damit nun sogar eine Vierfachführung, die sie erst ganz am Ende des Rennens wieder aufgeben musste, als sich Rosemeyer, der in der Zwischenzeit ins Auto von Stuck umgestiegen war, noch vorbei an Zehender auf den vierten Platz schieben konnte.
Inzwischen war auch bei von Brauchitsch der Boxenstopp nicht so verlaufen, wie er sich das vorgestellt hatte, weil zunächst erst eine festsitzende Bremse wieder gelöst werden musste, bevor er das Rennen wieder aufnehmen konnte. Damit kam er unmittelbar vor Caracciola wieder auf die Strecke zurück und in der Folge entwickelte sich zwischen beiden erneut ein heftiger Kampf um die Spitze. Mercedes-Rennleiter Alfred Neubauer, der um den sicher geglaubten Sieg bangte, gab dem Führenden daher wiederholt das Signal, seinen Champion wieder vorbeizulassen, aber von Brauchitsch kam dieser Aufforderung erst in der 80. Runde nach, als er sich bereits sicher war, dass Caracciola seine Reifen zu sehr abgenutzt hatte und noch einmal einen weiteren Stopp würde einlegen müssen. So kam von Brauchitsch schließlich doch noch zu seinem längst überfälligen ersten Grand-Prix-Erfolg seiner Karriere.

## Meldeliste
| Team               | Nr. | Fahrer                  | Fahrer | Chassis             | Motor                                    | Reifen |
| ------------------ | --- | ----------------------- | ------ | ------------------- | ---------------------------------------- | ------ |
| Auto Union AG      | 02  | Bernd Rosemeyer         |        | Auto Union C        | Auto Union 6.0L V16 Kompressor           | C      |
| Auto Union AG      | 04  | Hans Stuck a            |        | Auto Union C        | Auto Union 6.0L V16 Kompressor           | C      |
| Auto Union AG      | 06  | Rudolf Hasse            |        | Auto Union C        | Auto Union 6.0L V16 Kompressor           | C      |
| Daimler-Benz AG    | 08  | Rudolf Caracciola       |        | Mercedes-Benz W 125 | Mercedes-Benz M 125 F 5.7L I8 Kompressor | C      |
| Daimler-Benz AG    | 10  | Manfred von Brauchitsch |        | Mercedes-Benz W 125 | Mercedes-Benz M 125 F 5.7L I8 Kompressor | C      |
| Daimler-Benz AG    | 12  | Hermann Lang            | DNS b  | Mercedes-Benz W 125 | Mercedes-Benz M 125 F 5.7L I8 Kompressor | C      |
| Daimler-Benz AG    | 12  | Christian Kautz c       |        | Mercedes-Benz W 125 | Mercedes-Benz M 125 F 5.7L I8 Kompressor | C      |
| Daimler-Benz AG    | 14  | Richard Seaman          | DNS d  | Mercedes-Benz W 125 | Mercedes-Benz M 125 F 5.7L I8 Kompressor | C      |
| Daimler-Benz AG    | 14  | Goffredo Zehender       | DNS e  | Mercedes-Benz W 125 | Mercedes-Benz M 125 F 5.7L I8 Kompressor | C      |
| Paul Pietsch       | 16  | Paul Pietsch            | DNS f  | Maserati 6C-34      | Maserati 3.7L I6 Kompressor              |        |
| Raymond Sommer     | 18  | Raymond Sommer          |        | Alfa Romeo 8C-35    | Alfa Romeo 3.8L I8 Kompressor            | M      |
| László Hartmann    | 20  | László Hartmann         |        | Maserati 8CM        | Maserati 3.0L I8 Kompressor              |        |
| Scuderia Ferrari   | 22  | Antonio Brivio          |        | Alfa Romeo 12C-36   | Alfa Romeo 4.1L V12 Kompressor           | E      |
| Scuderia Ferrari   | 24  | Giuseppe Farina         |        | Alfa Romeo 12C-36   | Alfa Romeo 4.1L V12 Kompressor           | E      |
| Scuderia Ferrari   | 26  | Tazio Nuvolari          | DNA h  | Alfa Romeo 12C-36   | Alfa Romeo 4.1L V12 Kompressor           | E      |
| Scuderia Ferrari   | 26  | Carlo Pintacuda g       |        | Alfa Romeo 8C-35    | Alfa Romeo 3.8L I8 Kompressor            | E      |
| Scuderia Maremmana | 28  | Clemente Biondetti      |        | Maserati 6C-34      | Maserati 3.7L I6 Kompressor              | P      |
| Luigi Soffietti    | 30  | Luigi Soffietti         |        | Maserati 6C-34      | Maserati 3.7L I6 Kompressor              |        |
| Hans Ruesch        | 32  | Hans Ruesch             |        | Alfa Romeo 8C-35    | Alfa Romeo 3.8L I8 Kompressor            |        |

## Startaufstellung
| 3                    |                      | 2                          |                      | 1                     |
| -------------------- | -------------------- | -------------------------- | -------------------- | --------------------- |
| Rosemeyer 1:49,0 min |                      | von Brauchitsch 1:48,4 min |                      | Caracciola 1:47,5 min |
|                      | 5                    |                            | 4                    |                       |
|                      | Kautz 1:49,7 min     |                            | Stuck 1:49,2 min     |                       |
| 8                    |                      | 7                          |                      | 6                     |
| Farina 1:53,4 min    |                      | Zehender 1:53,3 min        |                      | Hasse 1:51,6 min      |
|                      | 10                   |                            | 9                    |                       |
|                      | Ruesch 1:55,8 min    |                            | Pintacuda 1:55,6 min |                       |
| 13                   |                      | 12                         |                      | 11                    |
| Hartmann 2:03,2 min  |                      | Somer 1:57,6 min           |                      | Brivio 1:56,7 min     |
|                      | 15                   |                            | 14                   |                       |
|                      | Biondetti 2:10,4 min |                            | Soffietti 2:04,9 min |                       |

## Rennergebnis
| Pos. | Nr. | Fahrer                               | Konstrukteur  | Runden | Zeit          | Ausfallgrund             | EM-Punkte |
| ---- | --- | ------------------------------------ | ------------- | ------ | ------------- | ------------------------ | --------- |
| 1    | 10  | Manfred von Brauchitsch              | Mercedes-Benz | 100    | 3:07:23,9 h   |                          | 1         |
| 2    | 08  | Rudolf Caracciola                    | Mercedes-Benz | 100    | + 01:24,3 min |                          | 2         |
| 3    | 12  | Christian Kautz                      | Mercedes-Benz | 98     | + 02 Runden   |                          | 3         |
| 4    | 04  | Hans Stuck / Bernd Rosemeyer         | Auto Union    | 97     | + 03 Runden   |                          | 4 / –     |
| 5    | 14  | Goffredo Zehender                    | Mercedes-Benz | 97     | + 03 Runden   |                          | 4         |
| 6    | 24  | Giuseppe Farina                      | Alfa Romeo    | 97     | + 03 Runden   |                          | 4         |
| 7    | 18  | Raymond Sommer                       | Alfa Romeo    | 95     | + 05 Runden   |                          | 4         |
| 8    | 32  | Hans Ruesch                          | Alfa Romeo    | 92     | + 08 Runden   |                          | 4         |
| 9    | 26  | Carlo Pintacuda/ Carlo Felice Trossi | Alfa Romeo    | 87     | + 13 Runden   |                          | 4 / –     |
| DNF  | 20  | László Hartmann                      | Maserati      | 69     |               | Motor                    | 5         |
| DNF  | 28  | Clemente Biondetti                   | Maserati      | 27     |               | Motor                    | 6         |
| DNF  | 22  | Antonio Brivio                       | Alfa Romeo    | 21     |               | Kühler                   | 7         |
| DNF  | 02  | Bernd Rosemeyer                      | Auto Union    | 19     |               | Lenkprobleme nach Unfall | 7         |
| DNF  | 30  | Luigi Soffietti                      | Maserati      | 3      |               | Kraftstoffversorgung     | 7         |
| DNF  | 06  | Rudolf Hasse                         | Auto Union    | 1      |               | Unfall                   | 7         |

Schnellste Rennrunde:  Rudolf Caracciola (Mercedes-Benz), 1:46,5 min = 107,5 km/h